# マンダラ航空091便墜落事故

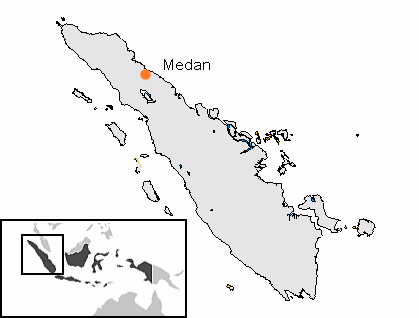
インドネシア、メダン(Medan)

マンダラ航空091便墜落事故（マンダラこうくう091びんついらくじこ）は、2005年9月5日にマンダラ航空のジェット旅客機ボーイング737-230がインドネシアの北スマトラ州、メダンの空港近隣に墜落した航空事故である。

## 事故の概略
091便はジャカルタ・スカルノハッタ国際空港 (CGK) へ向かう予定であった。北スマトラ州 (Sumatera Utara) の知事リザル・ヌルディンがインドネシア大統領スシロ・バンバン・ユドヨノとの会談のために搭乗しており、また北スマトラ州選出の地方代表議会 (DPD) 議員であるRaja Inal Siregar (前北スマトラ州知事) とabdul halimが搭乗していた。
091便は現地時間の午前9時52分にメダン・ポロニア国際空港 (MES) のゲートからプッシュバック許可を要求し、午前9時56分に滑走路23へ向かうように管制塔から指示された。午前10時2分に管制塔から離陸の許可と離陸後に針路120度に旋回し1,500フィート (460 m)まで上昇する指示を受け、離陸滑走を開始した。しかし機体は離陸できず滑走路をオーバーランした。機体はアプローチライトに激突して草地と川を横断したのちに住宅地に突っ込み、建物や車に激突し大破炎上した。墜落現場では機体の残骸や住宅が燃えて煙がたちこめた。事故機に搭乗していた乗員5名と乗客112名のうち100人が死亡し、さらに地上の住人49人も死亡した。
事故機は1981年に製造された機体で、1994年にマンダラ航空がルフトハンザドイツ航空から購入した。なお当時の機体記号はD-ABHKで、愛称は"Bayreuth"であった。事故当時24年経過した経年機（老朽機）であったが、5月に大規模な安全性試験に合格しており、少なくとも2013年まで耐空性があるとしていた。

## 事故原因
2009年1月1日にインドネシア当局から最終事故調査報告書が発表された。事故原因はパイロットが離陸前のチェックリストを怠ったため、フラップとスラットを展開しないまま離陸滑走を開始したためであった。離陸前にフラップとスラットを所定の位置まで下げなかった場合は、本来であれば離陸警報が作動しパイロットに警告する。しかし回収されたCVRを調査したところ091便の場合は作動していなかった可能性がある。
そのため091便は離陸できず事故に至った。